# Hentai ōji to warawanai neko.
Hentai ōji to warawanai neko. (jap. 変態王子と笑わない猫。, dosł. „Zboczony książę i kot, który się nie śmieje”.), skrótowo HenNeko (jap. 変猫。) – seria light novel napisana przez Sō Sagarę i zilustrowana przez Kantoku, publikowana od października 2010 do marca 2019 nakładem wydawnictwa Media Factory. Na jej podstawie powstała manga oraz serial anime wyprodukowany przez studio J.C.Staff, który emitowano między kwietniem a czerwcem 2013.

## Fabuła
Yōto Yokodera to uczeń drugiej klasy liceum, który jest prawdopodobnie największym zboczeńcem w szkole. Jego problemem jest to, że nie jest zbyt dobry w okazywaniu swoich prawdziwych emocji. Pewnego dnia, jego równie zboczony najlepszy przyjaciel całkowicie się zmienia i pozbywa swoich „nieczystych myśli”; zmianę tę przypisuje mocy „kamiennego kota”. Jak sugerują plotki, wypowiadając życzenie i składając posągowi ofiarę, można zażyczyć sobie usunięcia z siebie cechy osobowości, której nie chce się już mieć. Jednakże owa cecha zostanie przekazana komuś, kto jej potrzebuje.
Gdy Yōto składa swoją ofiarę posągowi, dziewczyna o imieniu Tsukiko Tsutsukakushi przybywa, aby również spełnić swoje życzenie, pragnąc być bardziej dojrzałą i nie okazywać swoich emocji tak łatwo. Oboje wypowiadają swoje życzenia i ku ich zaskoczeniu następnego dnia w szkole, Yōto nie jest w stanie powiedzieć ani jednego kłamstwa, a Tsukiko nie okazuje żadnych oznak emocji. Po uświadomieniu sobie, że nie podoba im się zmiana, która nastąpiła, działają razem, aby dowiedzieć się, kto otrzymał ich zabrane cechy i odzyskać je z powrotem.

## Bohaterowie

### Główni
- Yōto Yokodera (jap. 横寺 陽人 Yokodera Yōto)

Seiyū: Yūki Kaji 
- Tsukiko Tsutsukakushi (jap. 筒隠 月子 Tsutsukakushi Tsukiko)

Seiyū: Yui Ogura 
- Azusa Azuki (jap. 小豆 梓 Azuki Azusa)

Seiyū: Kaori Ishihara 
- Tsukushi Tsutsukakushi (jap. 筒隠 つくし Tsutsukakushi Tsukushi)

Seiyū: Yukari Tamura 
- Emi (jap. エミ) / Emanuela Pollarola (jap. エマヌエーラ・ポルラローラ Emanuēra Porurarōra)

Seiyū: Aimi Terakawa 

### Inni
- Ponta (jap. ポン太)

Seiyū: Hirofumi Nojima 
- Mai Maimaki (jap. 舞牧 麻衣 Maimaki Mai)

Seiyū: Yuka Takakura 
- Morii (jap. モリイ)

Seiyū: Minami Takahashi 
- Moriya (jap. モリヤ)

Seiyū: Aya Suzaki 
- Tsukasa Tsutsukakushi (jap. 筒隠 つかさ Tsutsukakushi Tsukasa)

Seiyū: Harumi Sakurai 
- Pani Azuki (jap. 梓の母親 Azuki no hahaoya)

Seiyū: Aki Toyosaki 
- Kamienny kot (jap. 笑わない猫 Warawanai neko)

Seiyū: Yurika Kubo 

## Light novel
Seria ukazywała się od 25 października 2010 do 25 marca 2019 nakładem wydawnictwa Media Factory. Do specjalnej edycji szóstego tomu została dołączona płyta z dramą CD.
| Nr | Data wydania (język japoński) | ISBN (język japoński)  |
| -- | ----------------------------- | ---------------------- |
| 1  | 25 października 2010          | ISBN 978-4-8401-3555-9 |
| 2  | 25 stycznia 2011              | ISBN 978-4-8401-3800-0 |
| 3  | 25 maja 2011                  | ISBN 978-4-8401-3893-2 |
| 4  | 22 września 2011              | ISBN 978-4-8401-4207-6 |
| 5  | 23 marca 2012                 | ISBN 978-4-8401-4528-2 |
| 6  | 25 marca 2013                 | ISBN 978-4-8401-4686-9 |
| 7  | 25 października 2013          | ISBN 978-4-04-066028-8 |
| 8  | 25 kwietnia 2014              | ISBN 978-4-04-066389-0 |
| 9  | 25 grudnia 2014               | ISBN 978-4-04-067316-5 |
| 10 | 25 maja 2015                  | ISBN 978-4-04-067655-5 |
| 11 | 25 kwietnia 2016              | ISBN 978-4-04-067954-9 |
| 12 | 24 marca 2018                 | ISBN 978-4-04-069182-4 |
| 13 | 25 marca 2019                 | ISBN 978-4-04-065624-3 |

## Manga
Adaptacja w formie mangi, zilustrowanej przez Okomekena, ukazywała się w magazynie „Gekkan Comic Alive” wydawnictwa Media Factory od 27 kwietnia 2011 do 27 lutego 2018. Seria została również opublikowana w 8 tankōbonach, wydanych między 23 sierpnia 2011 a 23 marca 2018.
Spin-off, zatytułowany Hentai ōji to warawanai neko. Nya! (jap. 変態王子と笑わない猫。にゃ！), został zilustrowany przez Kashiego i wydany w jednym tomie 23 marca 2013.
| Nr | Data wydania (język japoński) | ISBN (język japoński)  |
| -- | ----------------------------- | ---------------------- |
| 1  | 23 sierpnia 2011              | ISBN 978-4-8401-3555-9 |
| 2  | 23 marca 2012                 | ISBN 978-4-8401-4436-0 |
| 3  | 23 października 2012          | ISBN 978-4-8401-4736-1 |
| 4  | 23 marca 2013                 | ISBN 978-4-8401-5031-6 |
| 5  | 23 stycznia 2014              | ISBN 978-4-04-066244-2 |
| 6  | 23 marca 2015                 | ISBN 978-4-04-067285-4 |
| 7  | 22 grudnia 2015               | ISBN 978-4-04-067859-7 |
| 8  | 23 marca 2018                 | ISBN 978-4-04-069827-4 |

## Anime
Adaptacja w formie 12-odcinkowego telewizyjnego serialu anime została wyprodukowana przez studio J.C.Staff, napisana przez Michiko Itō i wyreżyserowana przez Yōheia Suzukiego. Seria była emitowana od 13 kwietnia 29 czerwca 2013. Motywem otwierającym jest „Fantastic Future” autorstwa Yukari Tamury, natomiast końcowym „Baby Sweet Berry Love” w wykonaniu Yui Ogury.